# Gil
För andra betydelser, se Gil (olika betydelser).
Gil - Gimla'ey Yisrael LaKneset (גיל - גימלאי ישראל לכנסת)
Israeliska Pensionärer till Parlamentet är ett pensionärsparti som, med oväntat stor succé, deltog i de allmänna israeliska valen 2006. Förkortningen "Gil" betyder även "ålder" på hebreiska.
Partiet, som leds av den kände f d underrättelsechefen Rafi Eitan, klarade tvåprocentsspärren med god marginal och erövrade sju mandat i Knesset. I Tel Aviv röstade nära 10% av väljarna på Gil.

## Politiska paroller
- Nej till försämrade pensioner!
- Fler pensionärsbostäder!
- Utbyggda statliga sjukförsäkringar för pensionärer!
- Slå vakt om traditionella judiska värderingar!
- Utvidgade demokratiska rättigheter!